# Godło Świętego Cesarstwa Rzymskiego

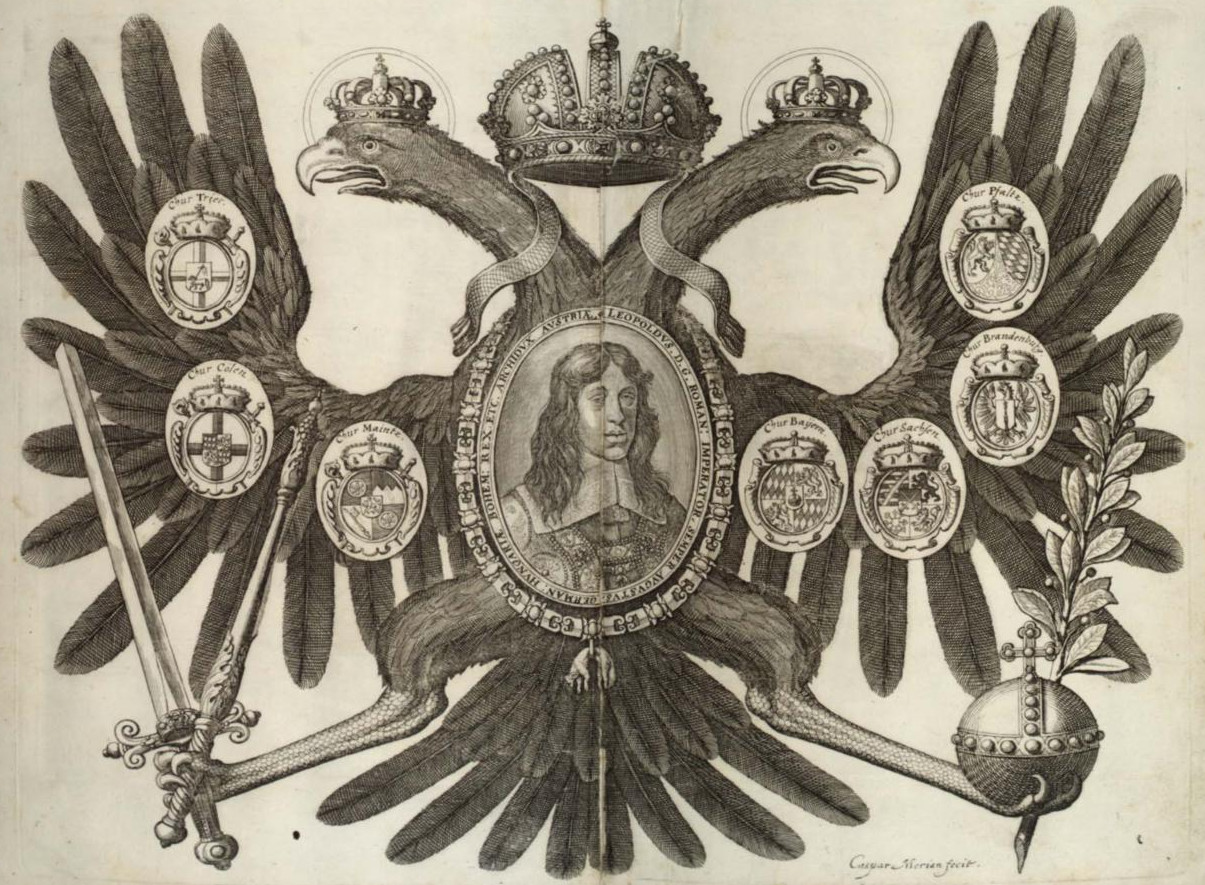
Godło Świętego Cesarstwa Rzymskiego Narodu Niemieckiego

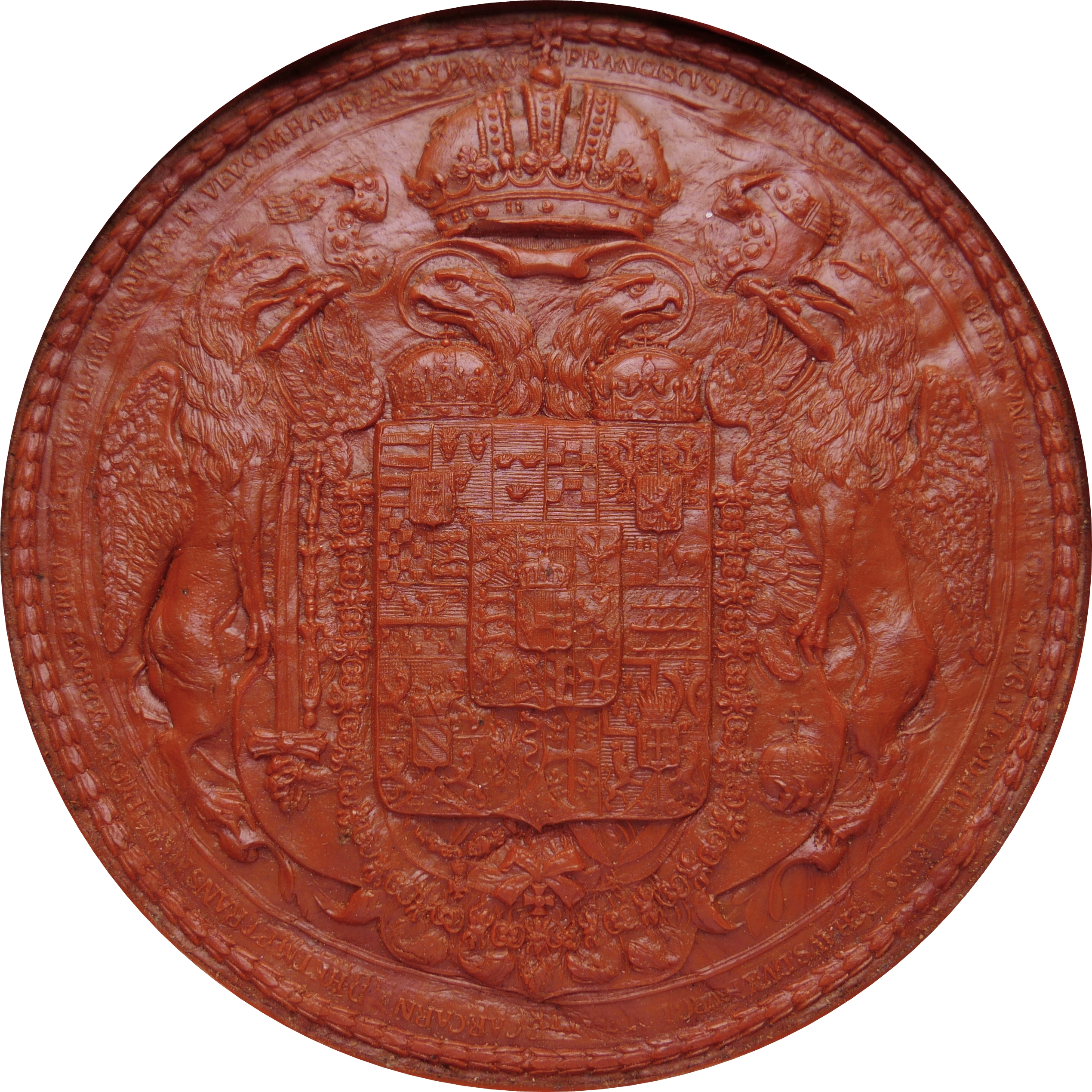
Pieczęć Świętego Cesarstwa Rzymskiego Narodu Niemieckiego

Godłem Świętego Cesarstwa Rzymskiego Narodu Niemieckiego był czarny, dwugłowy orzeł na złotej tarczy herbowej. Herb ten pozostał znakiem niemieckich cesarzy I Rzeszy po rozpadzie państwa Karola Wielkiego. Początkowo był to złoty orzeł na czarnej tarczy. Cesarz Fryderyk II odwrócił barwy herbowe - od tego momentu orzeł był czarny, a pole było koloru złotego. Jeden z jego następców, Zygmunt Luksemburski, zastąpił orła jego dwugłowym odpowiednikiem, co dodatkowo miało podkreślać wyjątkowość władzy cesarskiej. Herb ten przybierał różne formy w zależności od władców Świętego Cesarstwa Rzymskiego Narodu Niemieckiego.

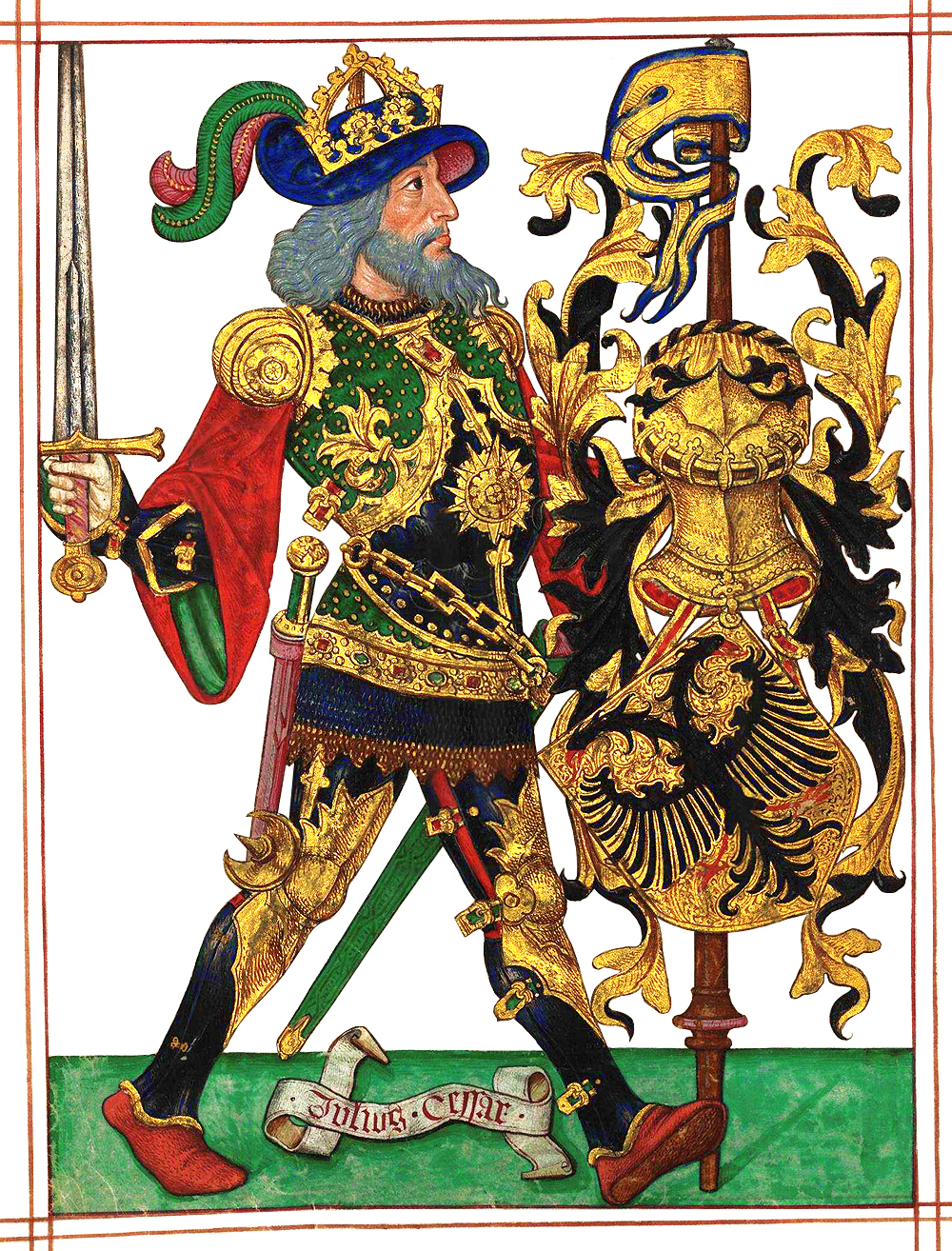
Fantazyjny herb Juliusza Cezara
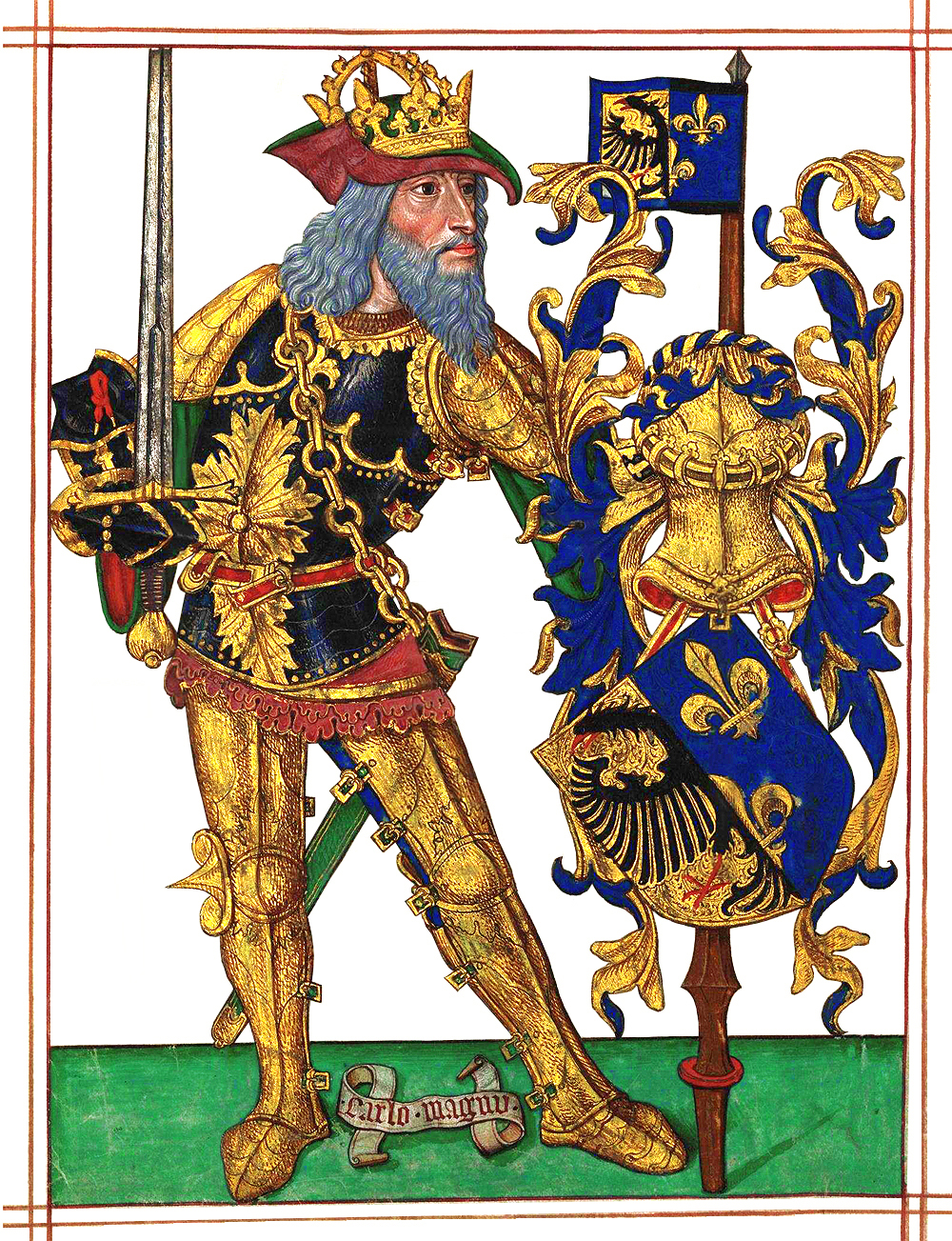
Fantazyjny herb Karola Wielkiego
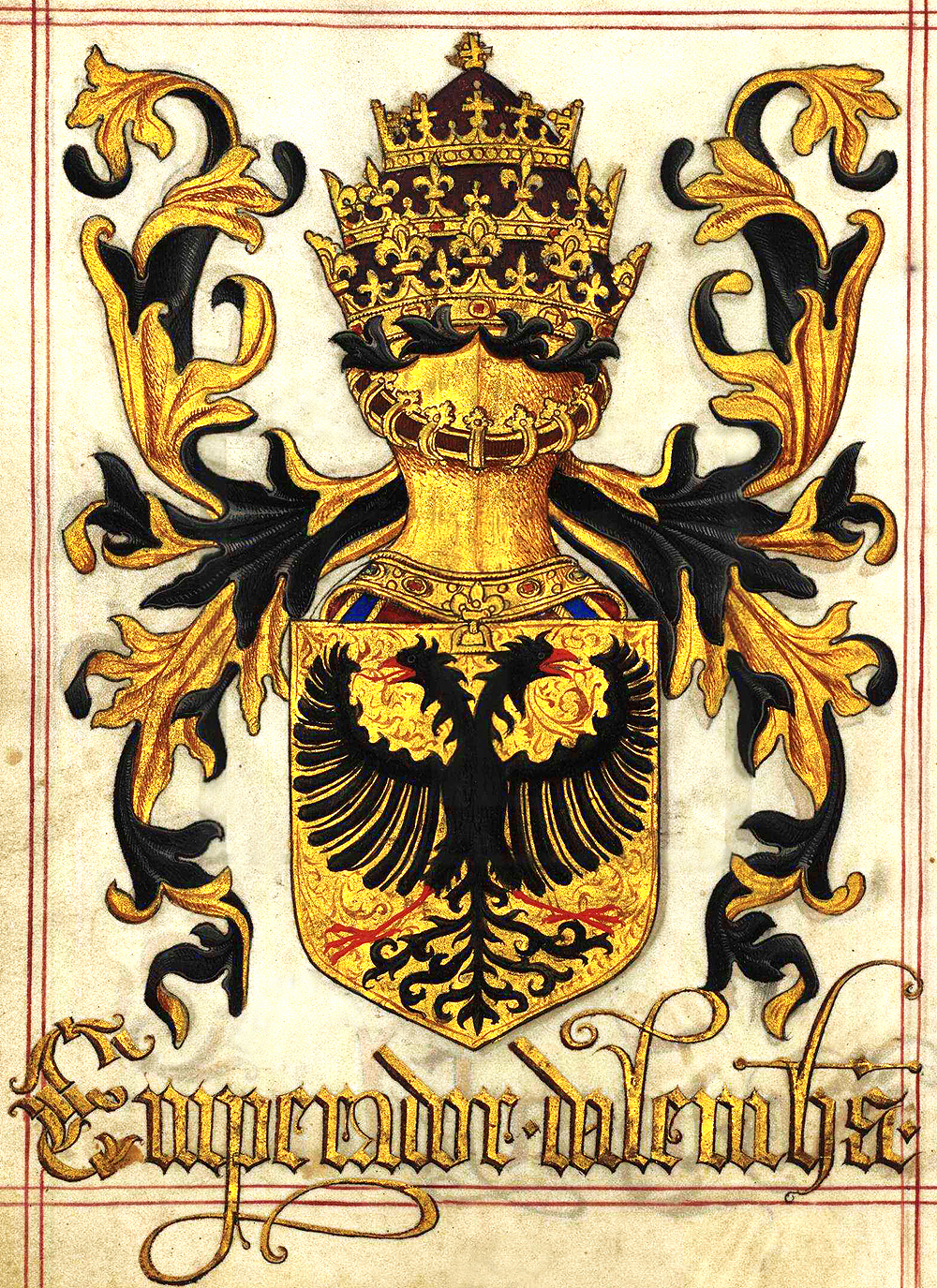
Herb Cesarza Niemiec
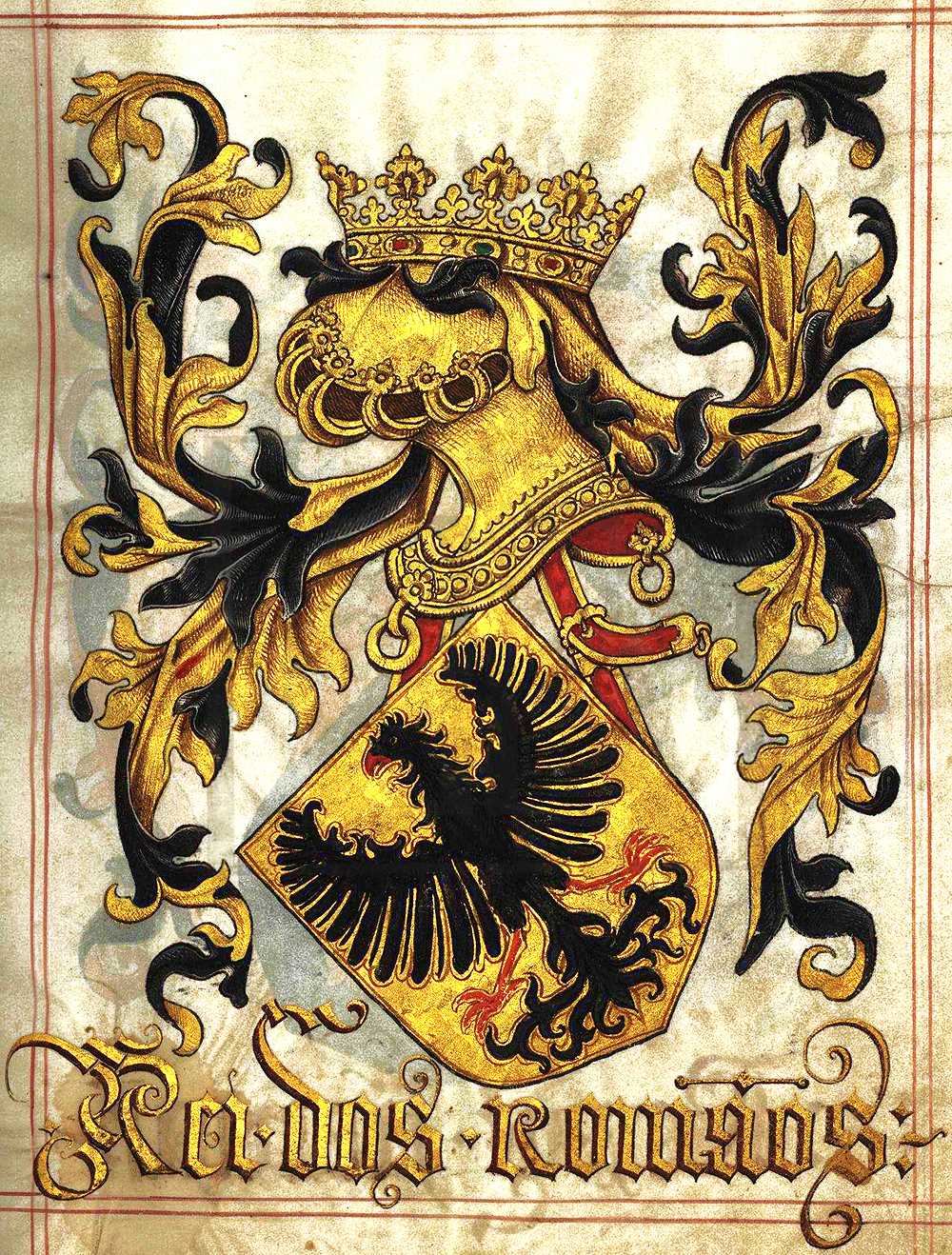
Herb Króla Rzymu

## Herby członków Kolegium Elektorskiego

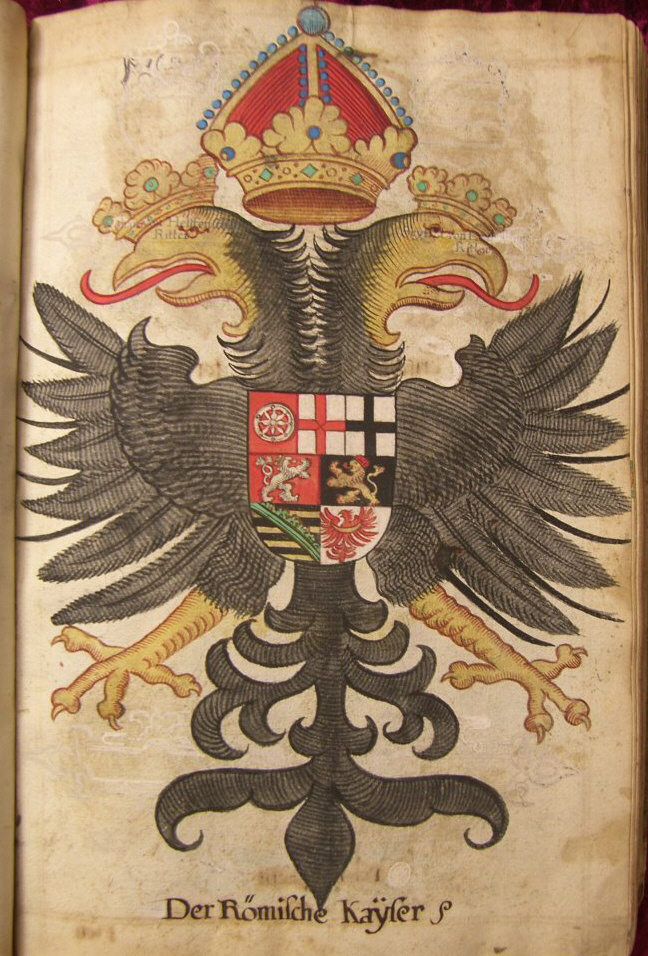
Herb Świętego Cesarstwa Rzymskiego Narodu Niemieckiego

| Herb Elektoratu | Nazwa Elektoratu        |
| --------------- | ----------------------- |
|                 | Arcybiskupstwo Moguncji |
|                 | Arcybiskupstwo Trewiru  |
|                 | Arcybiskupstwo Kolonii  |
|                 | Królestwo Czeskie       |
|                 | Elektorat Palatynatu    |
|                 | Elektorat Saksonii      |
|                 | Elektorat Brandenburgii |
|                 | Elektorat Bawarii       |
|                 | Elektorat Hanoweru      |

## Po rozwiązaniu Cesarstwa

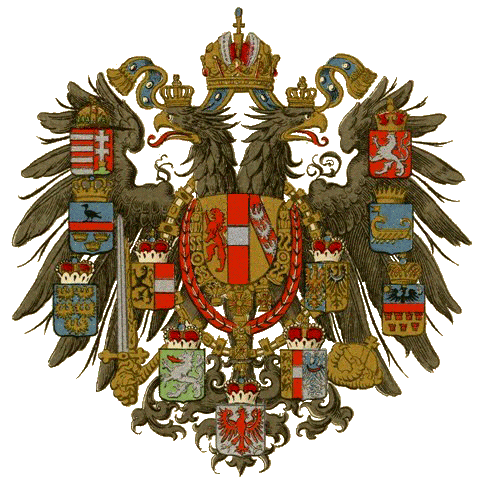
Godło Cesarstwa Austriackiego

Herb ten obowiązywał do r. 1806. Po rozwiązaniu Świętego Cesarstwa Rzymskiego symbol dwugłowego, czarnego orła na złotym tle przejęli Habsburgowie, jako herb Austrii, z tą różnicą, że dziób i szpony orła były złote. Zmodyfikowany herb Cesarstwa Austrii miał podkreślać prawa Wiednia do schedy po I Rzeszy.